# Исландско-украинские отношения
Исландско-украинские отношения — двусторонние дипломатические отношения между Исландией и Украиной. Исландия представлена на Украине через посольство в Киеве, а Украина представлена в Исландии через посольство в Хельсинки (Финляндия).

## Отношения
В отличие от других скандинавских стран политический диалог Украины с Исландией характеризуется нерегулярностью и слабой интенсивностью. Создается впечатление, что исландская сторона в большей степени заинтересована в поддержании двусторонних отношений, чем украинская. Последний визит высокого уровня из Украины в Исландии состоялся в мае 2002 года, когда страну посетил министр иностранных дел Украины Анатолий Зленко. После этого на Украине побывали с официальным визитом премьер-министр Исландии Давид Оддссон (февраль 2004 года) и министр иностранных дел и внешней торговли Республики Исландия Валгертур Сверрисдоттир (ноябрь 2006 года).

## Торгово-экономические отношения
Торгово-экономические отношения с Исландией установлены в 2009 году. Они ограничены импортом исландской свежей и мороженой рыбы на Украину. Объём этого импорта и, соответственно, общий объём двусторонней торговли в 2009 году достигла 38,75 млн. долларов США. В предыдущие годы Украина экспортировала в Исландию в незначительных количествах промышленную продукцию. 
Исландия занимает далеко не последнее 40 место среди 123 стран-инвесторов по объёмам прямых инвестиций на Украину. По состоянию на 2009 год, прямые инвестиции из Исландии — 25 млн. долларов США — получили 11 предприятий Украины. Крупнейшей из исландских инвестиций на Украину стало приобретение в 2006 году исландским Международным частным инвестиционным банком вместе с другими инвесторами контрольного пакета (92,5 %) акций украинского акционерного коммерческого банка «Львов» на сумму 8 млн. долларов США.
Хотя в результате мирового экономического кризиса 2008 года Исландия переместилась со 2-го на 17-е место в мире по индексу развития человеческого потенциала ООН, она постепенно стала восстанавливать свои позиции.